# Fidiasz

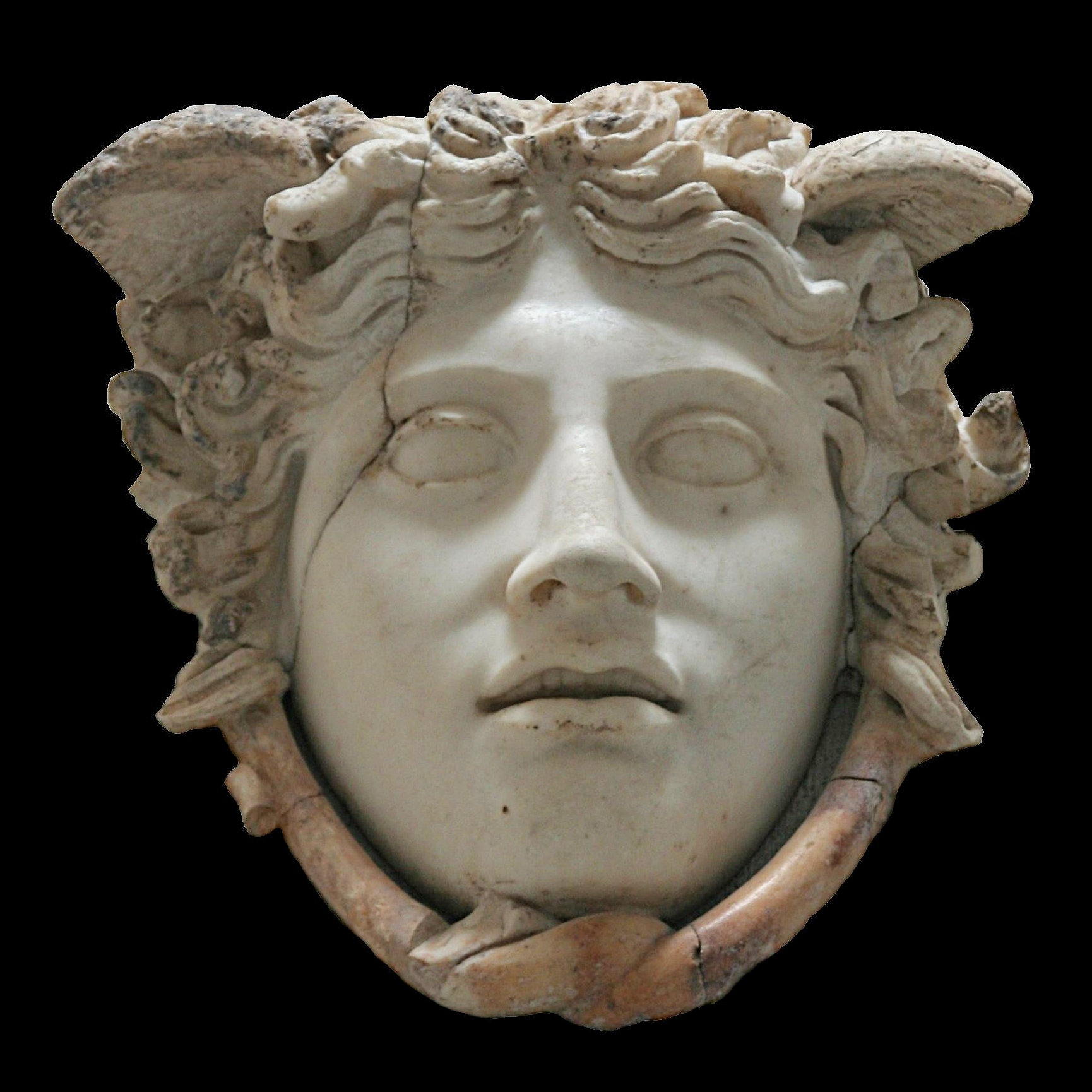
Głowa Meduzy – fragment rzeźby w Partenonie

Fidiasz (stgr. Φειδίας Pheidias, ok. 490 p.n.e. – ok. 430 p.n.e.) – rzeźbiarz grecki, uważany za najwybitniejszego przedstawiciela greckiej rzeźby starożytnej okresu klasycznego. Syn Charmidesa z Aten, uczeń Hageladesa z Aten i Hegiasa z Argos. Przyjaciel i doradca Peryklesa. Kierował pracami rzeźbiarskimi na Akropolu ateńskim (447 p.n.e. – 438 p.n.e.); później w latach (437 p.n.e. – 432 p.n.e.) działał w Olimpii. Wywarł decydujący wpływ na rozwój greckiej rzeźby monumentalnej.

## Twórczość
- Atena Promachos
- Apollo Parnopios
- Atena Lemnia
- Atena Areja
- Atena Partenos (dziewica) stojąca w świątyni Partenon na ateńskim Akropolu (wzgórzu świątynnym). Atena jedną rękę ma opartą o kolumienkę, na której stoi bogini Nike (bogini zwycięstwa), a w drugiej tarczę, na której przedstawieni są Grecy walczący z Amazonkami. Bogini ma na głowie hełm, na którym znajdują się pegazy i sfinksy. Wygląd tej rzeźby znany jest z zachowanych rzymskich miniaturowych kopii. Oryginał wykonany był ze złota i kości słoniowej, przypuszcza się, że waga samego wykorzystanego złota mogła wynosić nawet ok. 1150 kg. Najbardziej znaną kopią jest rzeźba pochodząca z miejscowości Warwakion, która ukazuje boginię w całej jej okazałości.
- górne kanony przedstawienia Zeusa i Ateny w Partenonie
- Zeus Olimpijski – chryzelefantynowy posąg kultowy Zeusa (13 m wysokości), wykonany ok. 437-432 p.n.e. dla świątyni w Olimpii przez Fidiasza, przy współpracy malarza Panajnosa i toreuty Kolotesa, zaliczany do siedmiu cudów świata. Przedstawiał boga siedzącego na tronie w płaszczu i z wieńcem oliwnym na głowie, trzymającego w lewej dłoni złote berło, w prawej – posążek Nike. Posąg znajdował się w Olimpii do 426 n.e., kiedy spłonął podczas pożaru świątyni. Inna wersja mówi, że został nieco wcześniej zabrany do Konstantynopola, do pałacu cesarskiego, gdzie spłonął w 475 roku n.e. Wygląd posągu Zeusa Olimpijskiego znany jest z opisów literackich i wyobrażeń na monetach z Elidy (I–II w.)
- kierownictwo rzeźbiarskie nad Partenonem (we wnętrzu posąg Ateny Partenos, fryz – Procesja panatenajska, 2 posągi brązowe Atena Lemnia i Atena Promachos).

## Praca
Przypuszcza się, że Fidiasz nie tylko planował i doglądał wykonania wielu architektonicznych zdobień na budowlach wzniesionych na Akropolu, ale także osobiście wykonał niektóre z nich (np. ergastinki). Opanował wiele technik artystycznych od malarstwa po odlewy z brązu i rzeźbę w kamieniu. Niewiele wiadomo na temat jego życia i twórczości. Jedynym oryginalnym dziełem jego autorstwa, jakie zachowało się do naszych czasów, jest Partenon wraz z częścią rzeźb architektonicznych. Na tej podstawie można stwierdzić, że rzeźby jego cechowała rytmika ujęć postaci w ruchu, przedstawionych w akcie lub też z rozwianymi szatami. Rzeźby wolno stojące znane są obecnie jedynie z kopii i w związku z tym wszelkie stwierdzenia na temat szczegółów stylu muszą pozostać w sferze przypuszczeń.
Nieprzyjaciele Peryklesa, nie mogąc zemścić się na strategu, uknuli spisek przeciwko Fidiaszowi, jego przyjacielowi. Ok. 432 roku został oskarżony w sfingowanym procesie o zawłaszczenie mienia publicznego (złota kość słoniowa) i bezbożność (umieszczenie własnego portretu na tarczy kultowego posągu Ateny Partenos). Według Plutarcha skazany Fidiasz wkrótce zmarł w więzieniu w Atenach z powodu choroby lub został otruty.
Natomiast zdaniem Filochorosa rzeźbiarz uciekł do Elidy, w związku z tym trudno stwierdzić czy Fidiasz wykonał największe swoje dzieło, zaliczane do siedmiu cudów świata, posąg Zeusa Olimpijskiego. Jednak, chcąc przypuszczać, że Fidiasz wykonał swe największe dzieło uznaje się, że został skazany na wygnanie, przeniósł się do Olimpii, gdzie kontynuował działalność artystyczną.
Wielkość talentu Fidiasza przejawia się w mistrzowskim łączeniu różnych dyscyplin artystycznych oraz w umiejętności organizowania pracy zespołowej (z malarzami, brązownikami itp.). Wielka indywidualność artysty i jego szkoły wywarły decydujący wpływ na kierunek rozwoju rzeźby greckiej w V w.p.n.e. Jego dzieła znamy przede wszystkim z późnych (rzymskich) kopii i zmniejszonych replik oraz z opisów. Fidiasz tworzył również płaskorzeźby np. Procesja podczas Panatenajów, inne płaskorzeźby pochodzące z Partenonu i przypisywane Fidiaszowi to Nike wiążąca sandał oraz Orfeusz i Eurydyka.